# 22-я гвардейская танковая бригада
22-я гвардейская танковая Порт-Артурская Краснознаменная орденов Кутузова, Богдана Хмельницкого бригада — танковая бригада Красной армии в годы Великой Отечественной войны.
Сокращённое наименование — 22 тбр.

## Формирование и организация
102-я танковая бригада начала формироваться Директивой НКО № 723491 от 15.02.1942 г. Бригада сформирована по штатам № 010/345 — 010/352.
22-я гвардейская танковая бригада преобразована из 102-й танковой бригады на основании Приказа НКО № 57 от 07.02.1943 г. и Директивы ГШ КА № 36594 от 14.02.1943 г.

## Боевой и численный состав
7 февраля 1943 г. преобразована в гвардейскую по штатам № 010/270-010/277 от 31.07.1942:
- Управление бригады [штат № 010/270]
- 207-й отд. танковый батальон [штат № 010/271]
- 208-й отд. танковый батальон [штат № 010/272]
- Мотострелково-пулеметный батальон [штат № 010/273]
- Истребительно-противотанковая батарея [штат № 010/274]
- Рота управления [штат № 010/275]
- Рота технического обеспечения [штат № 010/276]
- Медико-санитарный взвод [штат № 010/277]
- Рота противотанковых ружей (штату № 010/375), включена позднее
- Зенитно-пулеметная рота (штат № 010/451), включена позднее

Директивой ГШ КА № орг/3/2437 от 07.06.1944 г. переведена на штаты № 010/500-010/506:
- Управление бригады [штат № 010/500]
- 1-й отд. танковый батальон [штат № 010/501], до 24.05.1944 г. — 207-й отд. танковый батальон
- 2-й отд. танковый батальон [штат № 010/501], до 24.05.1944 г. — 208-й отд. танковый батальон
- 3-й отд. танковый батальон [штат № 010/501]
- Моторизованный батальон автоматчиков [штат № 010/502]
- Зенитно-пулеметная рота [штат № 010/503]
- Рота управления [штат № 010/504]
- Рота технического обеспечения [штат № 010/505]
- Медсанвзвод [штат № 010/506]

## Подчинение
Периоды вхождения в состав Действующей армии:
- с 07.02.1943 по 11.05.1945 года
- с 09.08.1945 по 03.09.1945 года

| Дата            | Фронт (округ)        | Армия                          | Корпус                        | Дивизия | Бригада | Примечания |
| --------------- | -------------------- | ------------------------------ | ----------------------------- | ------- | ------- | ---------- |
| 01.03.1943 года | Воронежский фронт    |                                | 5 гвардейский танковый корпус |         |         |            |
| 01.04.1943 года | Воронежский фронт    | 40-я Армия                     | 5 гвардейский танковый корпус |         |         |            |
| 01.05.1943 года | Воронежский фронт    |                                | 5 гвардейский танковый корпус |         |         |            |
| 01.06.1943 года | Воронежский фронт    |                                | 5 гвардейский танковый корпус |         |         |            |
| 01.07.1943 года | Воронежский фронт    |                                | 5 гвардейский танковый корпус |         |         |            |
| 01.08.1943 года | Воронежский фронт    | 6-я гвардейская Армия          | 5 гвардейский танковый корпус |         |         |            |
| 01.09.1943 года | Воронежский фронт    | 6-я гвардейская Армия          | 5 гвардейский танковый корпус |         |         |            |
| 01.10.1943 года | Воронежский фронт    |                                | 5 гвардейский танковый корпус |         |         |            |
| 01.11.1943 года | 1-й Украинский фронт | 38-я Армия                     | 5 гвардейский танковый корпус |         |         |            |
| 01.12.1943 года | 1-й Украинский фронт | 38-я Армия                     | 5 гвардейский танковый корпус |         |         |            |
| 01.01.1944 года | 1-й Украинский фронт |                                | 5 гвардейский танковый корпус |         |         |            |
| 01.02.1944 года | 1-й Украинский фронт | 6-я танковая Армия             | 5 гвардейский танковый корпус |         |         |            |
| 01.03.1944 года | 2-й Украинский фронт | 6-я танковая Армия             | 5 гвардейский танковый корпус |         |         |            |
| 01.04.1944 года | 2-й Украинский фронт | 6-я танковая Армия             | 5 гвардейский танковый корпус |         |         |            |
| 01.05.1944 года | 2-й Украинский фронт | 6-я танковая Армия             | 5 гвардейский танковый корпус |         |         |            |
| 01.06.1944 года | 2-й Украинский фронт | 6-я танковая Армия             | 5 гвардейский танковый корпус |         |         |            |
| 01.07.1944 года | 2-й Украинский фронт | 6-я танковая Армия             | 5 гвардейский танковый корпус |         |         |            |
| 01.08.1944 года | 2-й Украинский фронт | 6-я танковая Армия             | 5 гвардейский танковый корпус |         |         |            |
| 01.09.1944 года | 2-й Украинский фронт | 6-я танковая Армия             | 5 гвардейский танковый корпус |         |         |            |
| 01.10.1944 года | 2-й Украинский фронт | 6-я гвардейская танковая Армия | 5 гвардейский танковый корпус |         |         |            |
| 01.11.1944 года | 2-й Украинский фронт | 6-я гвардейская танковая Армия | 5 гвардейский танковый корпус |         |         |            |
| 01.12.1944 года | 2-й Украинский фронт | 6-я гвардейская танковая Армия | 5 гвардейский танковый корпус |         |         |            |
| 01.01.1945 года | 2-й Украинский фронт | 6-я гвардейская танковая Армия | 5 гвардейский танковый корпус |         |         |            |
| 01.02.1945 года | 2-й Украинский фронт | 6-я гвардейская танковая Армия | 5 гвардейский танковый корпус |         |         |            |
| 01.03.1945 года | 2-й Украинский фронт | 6-я гвардейская танковая Армия | 5 гвардейский танковый корпус |         |         |            |
| 01.04.1945 года | 2-й Украинский фронт | 6-я гвардейская танковая Армия | 5 гвардейский танковый корпус |         |         |            |
| 01.05.1945 года | 2-й Украинский фронт | 6-я гвардейская танковая Армия | 5 гвардейский танковый корпус |         |         |            |
| 01.06.1945 года | 2-й Украинский фронт | 6-я гвардейская танковая Армия | 5 гвардейский танковый корпус |         |         |            |
| 01.07.1945 года | 2-й Украинский фронт | 6-я гвардейская танковая Армия | 5 гвардейский танковый корпус |         |         |            |
| 01.08.1945 года | Забайкальский фронт  | 6-я гвардейская танковая Армия | 5 гвардейский танковый корпус |         |         |            |
| 01.09.1945 года | Забайкальский фронт  | 6-я гвардейская танковая Армия | 5 гвардейский танковый корпус |         |         |            |

## Командиры

### Командиры бригады
- Кошелев Николай Васильевич, полковник, ид 07.02.1943 — 16.02.1943 года.
- Кошелев Николай Васильевич, полковник, 16.02.1943 — 00.01.1944 года .(в январе 1944 тяжело ранен)[1]
- Жилин Фёдор Андреевич, полковник, 00.01.1944 — 00.03.1944 года
- Павловский Григорий Тимофеевич, подполковник, ид, 13.03.1944 — 02.08.1944 года.
- Павловский Григорий Тимофеевич, подполковник, 02.08.1944 — 28.08.1944 года.
- Жилин Фёдор Андреевич, ид, полковник, 28.08.1944 — 16.09.1944 года.[2]
- Павловский Григорий Тимофеевич, подполковник, 16.09.1944 — 21.01.1945 года.[3]
- Остапенко Иван Кириллович, полковник, 21.01.1945 — 03.09.1945 года.[4]

### Начальники штаба бригады
- Лукшин Александр Михайлович, майор, 00.02.1943 — 00.04.1943 года.[5]
- Подгорных Владимир Васильевич, подполковник, 00.04.1943 — 00.07.1943 года.[6]
- Вощинский Михаил Петрович, майор, 00.07.1943 — 00.12.1943 года.[7]
- Третьяк Иван Лукич, подполковник, 11.01.1944 — 00.05.1944 года.[8]
- Афанасьев Алексей Михайлович, майор, 00.06.1944 — 00.08.1945 года.
- Кутшера Михаил Густавович, подполковник, 00.08.1945 — 00.10.1945 года.[9]

### Заместитель командира бригады по строевой части
- Третьяк Иван Лукич, подполковник, 08.1943 — 00.09.1943 года.
- Жилин Фёдор Андреевич, полковник, 00.12.1943 — 00.01.1944 года.
- Нагирняк Дмитрий Васильевич, подполковник 25.08.1944 (25.08.1944 смертельно ранен, умер в тот же день)[10]

### Начальник политотдела, заместитель командира по политической части
- Огородников Александр Семенович, майор, 07.02.1943 — 16.06.1943 года.[11]
- Попков Иван Михайлович, майор, 07.02.1943 — 16.06.1943 года.[12]
- Стороженко Николай Прокофьевич, подполковник, 16.06.1943 — 17.07.1943 года
- Молоканов Николай Петрович, подполковник,17.07.1943 — 17.10.1944 года[13]
- Пенской Яков Емельянович, подполковник,17.10.1944 — 04.12.1945 года[14]

## Отличившиеся воины
| Награда | Ф.И.О                           | Должность                                                                                         | Звание                    | Дата награждения                                                                      | Примечания                       |
| ------- | ------------------------------- | ------------------------------------------------------------------------------------------------- | ------------------------- | ------------------------------------------------------------------------------------- | -------------------------------- |
|         | Боряк, Василий Семёнович        | радист-стрелок танка 2-го танкового батальона 22-й гвардейской танковой бригады.                  | гвардии сержант           | Указом Президиума ВС СССР от 15 мая 1946 года награждён орденом Славы I степени       |                                  |
|         | Ермаков, Демьян Петрович        | механик-водитель танка 2-го танкового батальона 22-й гвардейской танковой бригады.                | гвардии старший сержант   | Указом Президиума ВС СССР от 28 апреля 1945 года награждён орденом Славы I степени    |                                  |
|         | Кошелев, Николай Васильевич     | командир 22-й гвардейской танковой бригады.                                                       | гвардии полковник         | 10 января 1944 года                                                                   |                                  |
|         | Макаров, Георгий Васильевич     | командир танка Т-34 3-го танкового батальона 22-й гвардейской танковой бригады.                   | гвардии младший лейтенант | 24 марта 1945 года                                                                    | Погиб в бою 20 апреля 1945 года  |
|         | Мозжаров, Иван Иванович         | механик-водитель танка Т-34 208-го такового батальона 22-й гвардейской танковой бригады.          | гвардии старшина          | 3 июня 1944 года                                                                      |                                  |
|         | Нагирняк, Дмитрий Васильевич    | заместитель командира 22-й гвардейской танковой бригады по строевой части.                        | гвардии подполковник      | 13 сентября 1944 года                                                                 | Погиб в бою 25 августа 1944 года |
|         | Петриков, Николай Александрович | разведчик роты управления 22-й гвардейской танковой бригады.                                      | гвардии старший сержант   | Указом Президиума ВС СССР от 27 марта 1965 года перенаграждён орденом Славы I степени |                                  |
|         | Полянский, Николай Алексеевич   | командир взвода средних танков Т-34 208-го танкового батальона 22-й гвардейской танковой бригады. | гвардии лейтенант         | 24 апреля 1944 года                                                                   | Погиб в бою 13 октября 1943 года |
|         | Усик, Иван Павлович             | командир танковой роты 1-го танкового батальона 22-й гвардейской танковой бригады.                | гвардии старший лейтенант | 24 марта 1945 года                                                                    |                                  |
|         | Шолуденко, Никифор Никитович    | командир разведывательного взвода роты управления 22-й гвардейской танковой бригады.              | гвардии старшина          | 3 июня 1944 года                                                                      | Погиб в бою 5 ноября 1943 года   |

## Награды и наименования
| Награда, наименование                  | Документ о награждении                              | За что получена |
| -------------------------------------- | --------------------------------------------------- | --- |
| Почётное звание «Гвардейская»          | присвоено приказом Народного комиссара обороны СССР | |
| Орден Красного Знамени                 | Указ Президиума ВС СССР от 06.01.1945               | а образцовое выполнение заданий командования в боях с немецкими захватчиками при прорыве обороны противника и форсировании Дуная и проявленные при этом доблесть и мужество                |
| Почётное наименование «Порт-Артурская» |                                                     | |
| Орден Кутузова II степени              | Указ Президиума ВС СССР от 26.04.1945 года.         | За образцовое выполнение заданий командования в боях с немецкими захватчиками при овладении городами Секешфехервар, Мор, Зирез, Веспрем, Эньинг и проявленные при этом доблесть и мужество |
| Орден Богдана Хмельницкого II степени  | Указ Президиума ВС СССР от 15.09.1945 года.         | За образцовое выполнение заданий командования в боях с немецкими захватчиками, за овладение городом Яссы и проявленные при этом доблесть и мужество                                        |